# 출발! 경남대행진
김혜란의 출발! 경남대행진은 tbn 경남교통방송(창원 FM 95.5MHz, 진주 FM 100.1MHz, 거창 및 함양 107.3MHz)에서 평일 아침 7시부터 9시까지 방송되는 경남권 지역의 출근길 아침 라디오 프로그램이다.

## 프로그램 소개
- 바쁜 아침, 여러분의 빠르고 안전한 출근길을 책임집니다! 신속한 교통정보와 지역 소식, 다양한 이슈를 다루는 코너들로 당신의 아침을 채워드릴게요. 지루하지 않은 출근길, 출발! 경남대행진, 정지원과 함께 하세요!

## 코너소개

### 매일 코너
- 오늘의 날씨 (1부) - 하루의 시작에 날씨 체크는 필수! 오늘 날씨와 생활 지수를 알려드립니다.
- 오늘의 퀴즈열차 TBX-9550호 안내방송(1부) - 출발 가족들과 재밌는 이야기로 하루를 시작합니다. 오늘 출근길은 TBX-9550호와 함께!
- 오늘 경남은(1부) - 간밤에 있었던 전국 헤드라인 뉴스, 경남지역 뉴스(경남일보 박성민 기자)
- 알면 쓸일있는 출발 PICK~!(2부) - 오늘 하루의 시작, 캐스터와 함께 사회 전반 소식과 경제 트렌드들 하나씩 짚어봅니다.
- 출발 가족들 출근길 지원사격!(2부) - 8시면 나타나는 지원군! 지원MC가 이야기와 선곡으로 지원사격 해드립니다!

### 요일 코너
- 월 
  - 쫌쫌따리 대중문화 : 빠르게 변화하는 문화트렌드, 알기쉽게, 잘, 딱, 깔끔하게, 센스있게. 알잘딱깔센! 함께 짚어봐요(배우민 작곡가)
  - 법대로 합시다!!! : 법 없이 살 수 있을까? 각종 사건사고를 통해 알아보는 생활 속 법 이야기!(강승주 변호사)
- 화 
  - 헤드라이트를 켜라, 오늘은 차차차 : 신속하고 정확한 최신 교통이슈를 알아봅니다. (머니S 박찬규 산업팀장)
  - 한 주의 시작, 머니머니해도 경제 : 최근 이슈가 되고 있는 재테크 소식, 경제소식! 알기 쉽게 매주 한 페이지씩 알아봅시다.(조선비즈 윤진우 기자)
- 수
  - 스포츠 톡톡 : 지치고 힘든 수요일, 활기찬 스포츠 소식 알아봅니다. (이은하 스포츠 캐스터)
  - 안전 FM95.5 : 일상 속 접하는 다양한 재난과 관련한 안전정보를 전합니다. (경상남도 재난안전과/재난안전연구소 송창영 이사장)
- 목
  - 출발 로그 인(人) : 시의성 있는 주제로 모아보는 열린 인터뷰 코너
  - 자동차 보험가이드(격주) : 자동차 보험과 관련한 정보 명쾌하게 답변해드립니다. (미래교통교육연구소 송인석 소장)
  - 프리즘 in 교통(격주) : 매주 이슈가 되고 있는 교통 관련 사안을 전문가의 시선으로 분석합니다. (도로교통공단 울산경남지부 표승태, 이진주, 정보라, 정은지 교수)
- 금
  - 어쩌다 책방 : 금요일에 열리는 출발 책방, 어쩌다 만난 책이 당신의 일상을 바꿀수 있기를! (교보문고 정혜민 북마스터)
  - 교통 찬찬찬(매월 첫째주) : 교통관련 이슈와 도로 위 애매한 법을 찬찬~히 알기쉽게 살펴보는 시간. (안혜림 작가)
  - 여러분, 안전하십니까?(매월 셋째주) : 교통안전과 같이 우리 생활 전반에 필요한 안전상식에 관해 알아봅니다.
  - 고속도로25시(매월 넷째주) : 고속도로 요금소에서 일어나는 황당하고 재미있는 에피소드를 들어보고, 안전하게 고속도로를 이용하는 방법도 함께 알아봅니다. (한국도로공사 김연 차장)